# Tobias Gerdesmeyer

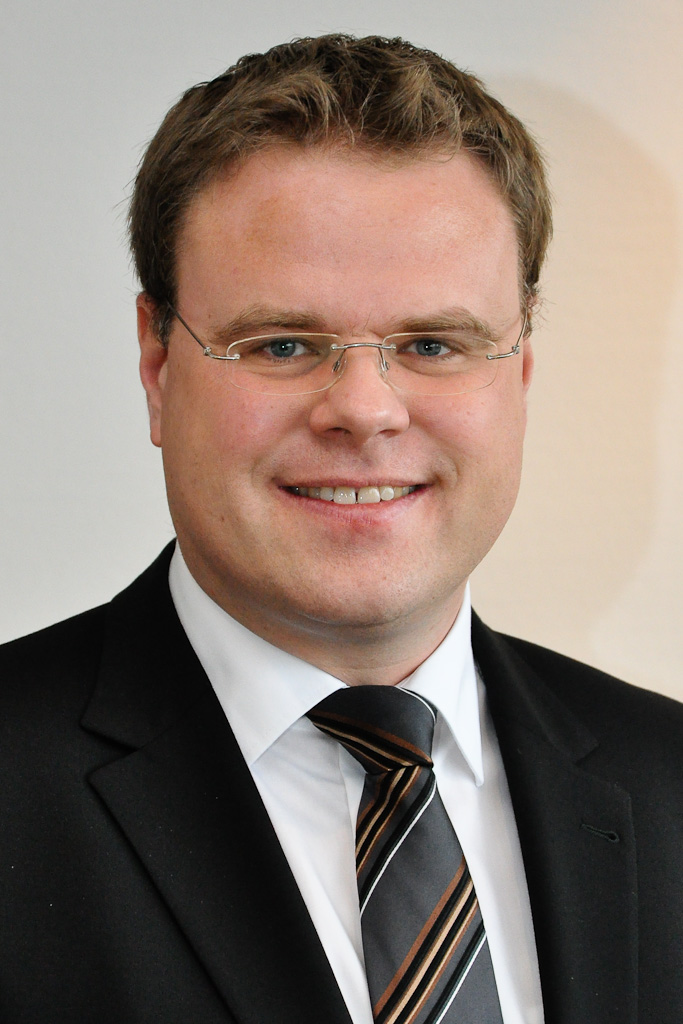
Tobias Gerdesmeyer, 2012

Tobias Gerdesmeyer (* 15. Dezember 1973 in Lohne) ist ein deutscher Politiker (CDU). Er war Bürgermeister der niedersächsischen Stadt Lohne im Landkreis Vechta und ist Landrat des Landkreises Vechta.

## Leben
Als Grundschule besuchte Tobias Gerdesmeyer die Lohner Von-Galen-Schule und im Anschluss das Gymnasium Lohne. Seinen Grundwehrdienst leistete er in der Theodor-Blank-Kaserne in Rheine und der Wittekind-Kaserne in Wildeshausen. Von 1994 bis 1999 studierte er Rechtswissenschaft an der Westfälischen Wilhelms-Universität Münster. Sein 1. Staatsexamen legte er am Justizprüfungsamt des Oberlandesgerichtes Hamm ab, Referendar war er in Osnabrück, Oldenburg (Oldb) und Vechta. Bei seinem 2. Staatsexamen war er in Hannover. Im Bezirk des Landgerichtes Oldenburg war er Zivil-, Strafrichter und Staatsanwalt.
Seit 2008 war er Leitender Städtischer Direktor von Lohne sowie stellvertretender Bürgermeister von Hans Georg Niesel (CDU) in dessen letzter Amtszeit.

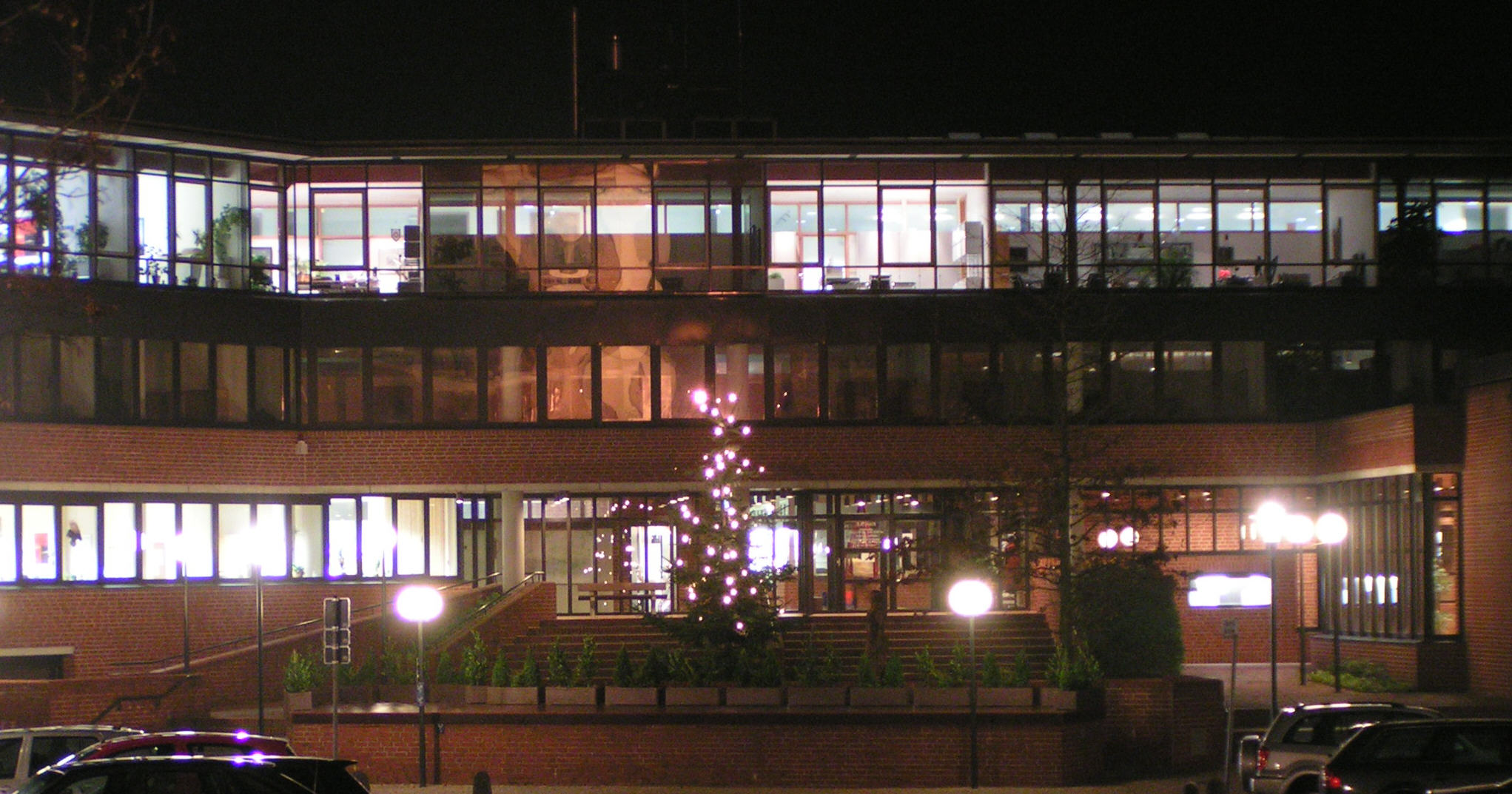
Das Rathaus in Lohne, 2012

Tobias Gerdesmeyer ist verheiratet; er hat zwei Söhne und eine Tochter.

## Bürgermeister- und Landratsamt
Seit dem 1. Januar 2012 war Tobias Gerdesmeyer als Nachfolger von Hans Georg Niesel, der aus Altersgründen nicht mehr antrat, Bürgermeister von Lohne. Die Bürgermeisterwahl 2011 hatte er mit 68,71 Prozent der gültigen Stimmen bei nur einem Gegenkandidaten gewonnen. Bei seiner Wiederwahl im Jahre 2019 errang er 89,15 Prozent der gültigen Stimmen. Gerdesmeyers Amtszeit als Bürgermeister Lohnes endete am 31. Oktober 2021, da er am 12. September 2021 zum Landrat des Landkreises Vechta gewählt wurde.